# Éléonore de Bergh

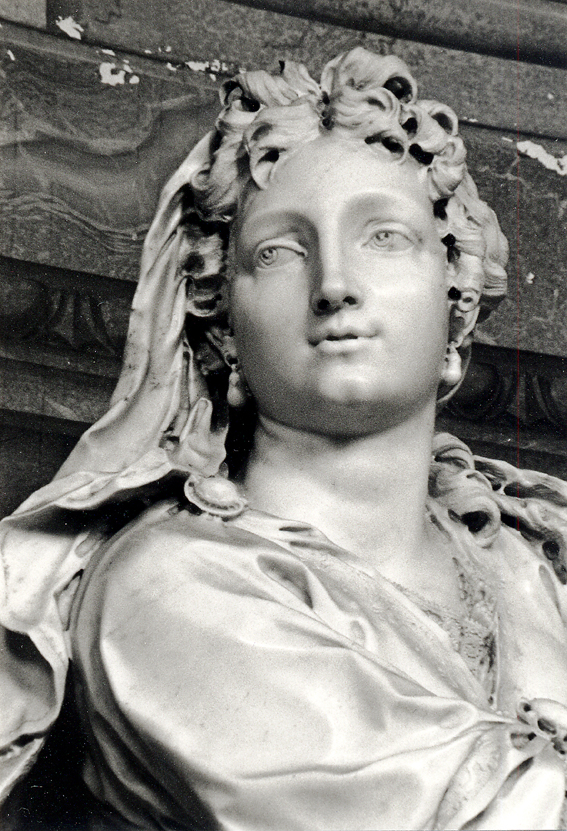
Allegorisch beeld van Eleonora als hertogin van Bouillon

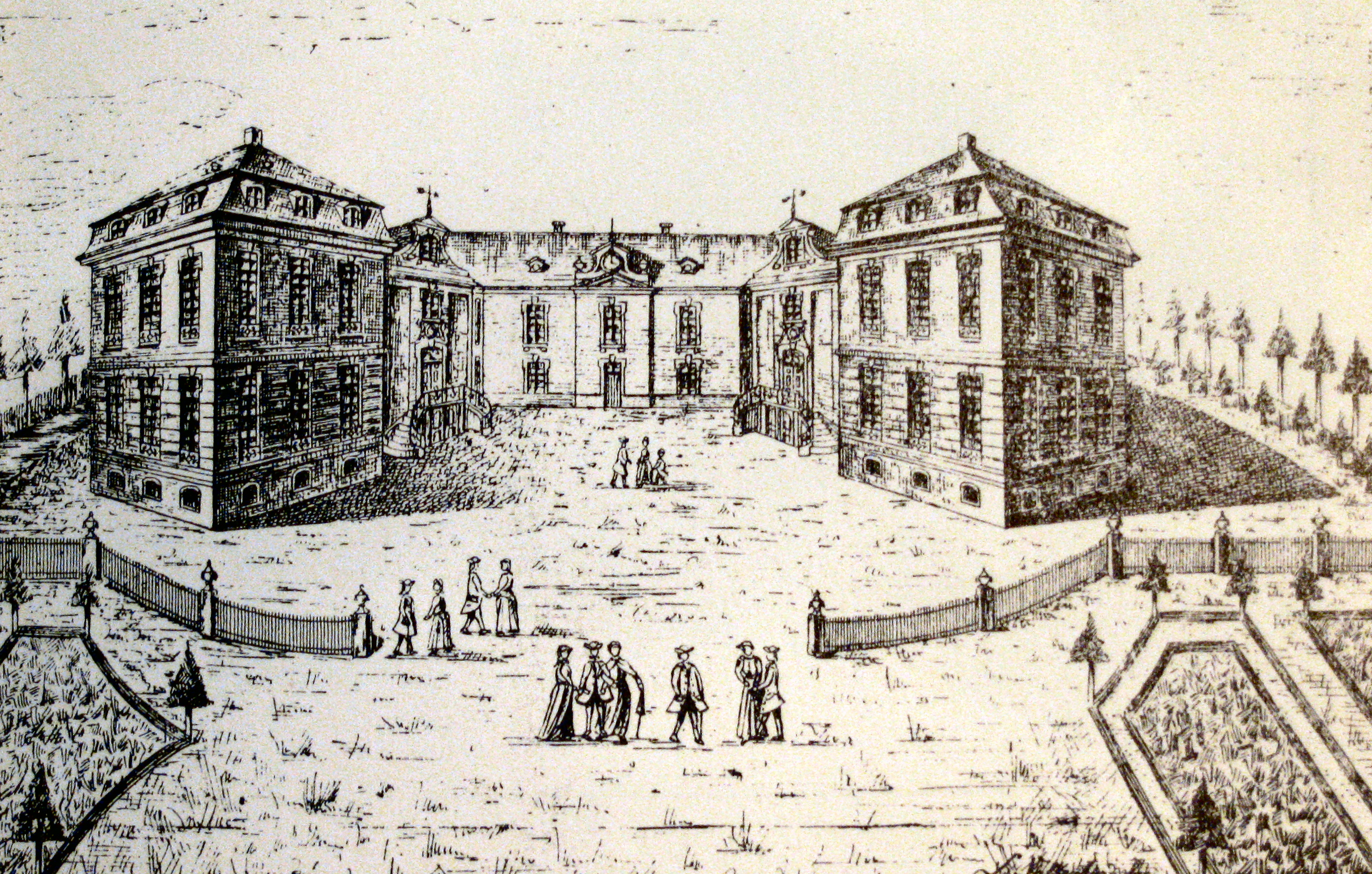
Kasteel van Boxmeer waar ze opgroeide

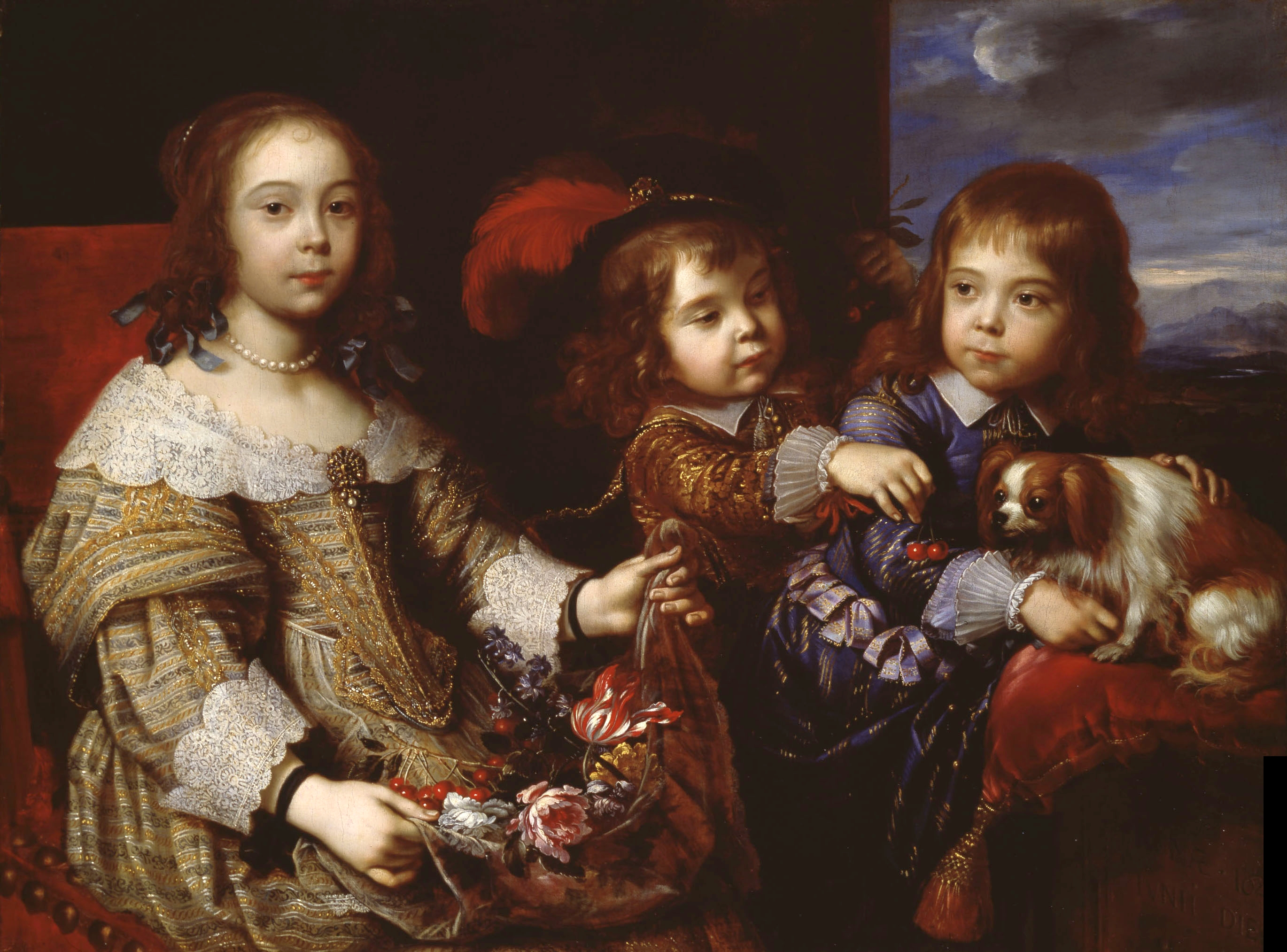
Drie van haar 10 kinderen

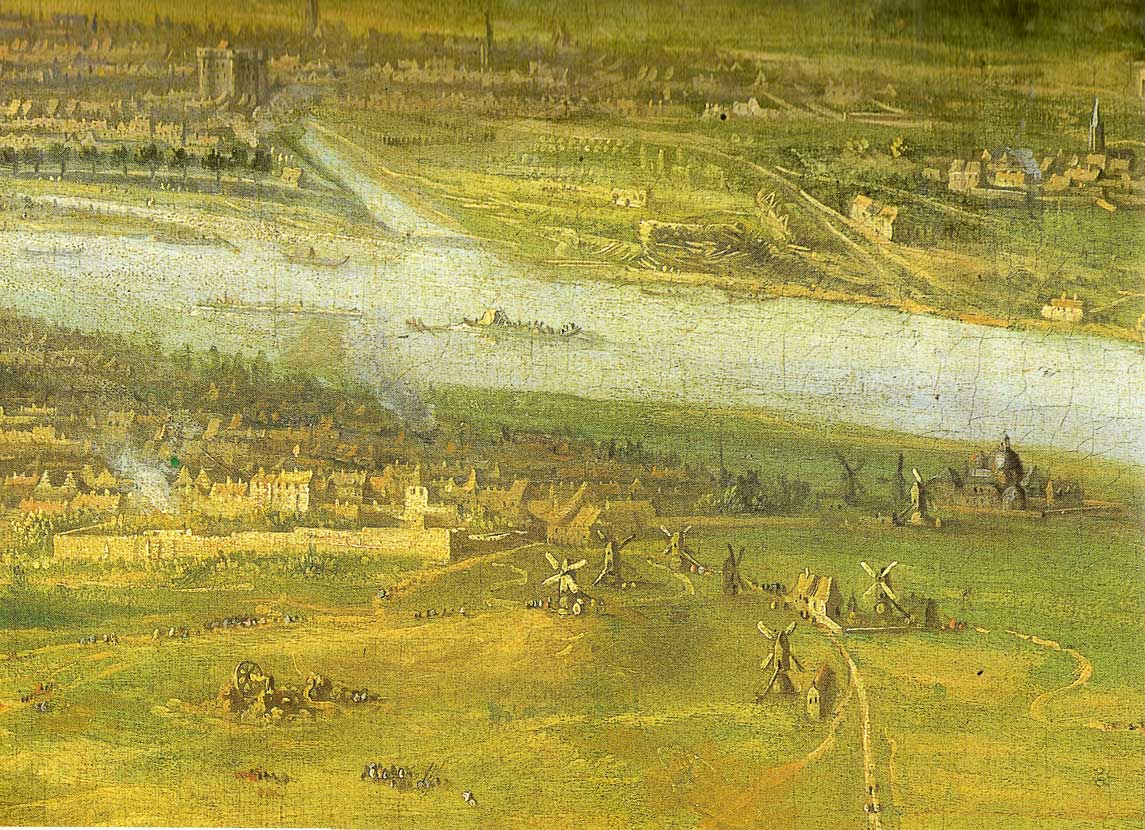
De gevangenis Bastille in Parijs tijdens de opstand La Fronde; Eleonora zat er opgesloten (1650-1651)

Éléonore Catherine Fébronie de Wassenaer de Bergh, ofwel Eleonora van den Bergh (Brussel, 6 mei 1613 - Parijs, 14 juli 1657) was de echtgenote van Frederik Maurits de La Tour d'Auvergne. Zo was zij de laatste prinses-gemalin van Sedan. Zij was tevens hertogin-gemalin van Bouillon. Door haar toedoen werd Frederik Maurits rooms-katholiek. 
Ze speelde een politieke rol in Frankrijk in La Fronde, een opstand tegen kardinaal Mazarin in de 17e eeuw.

## Historiek

### Boxmeer
Eleonora werd geboren in Brussel in de Spaanse Nederlanden (1613) als telg van het huis Van der Leck. Haar vader was Frederik van den Bergh, ridder van het Gulden Vlies. Haar moeder was Françoise de Ravenel. Het gezin was niet gefortuneerd. Eleonora bracht een groot deel van haar jeugdjaren door bij haar grootmoeder op het kasteel van Boxmeer, in het hertogdom Brabant. Na de dood van haar grootmoeder werd Eleonora hofdame bij aartshertogin Isabella, landvoogdes der (Zuidelijke) Nederlanden (1632). Een jaar tevoren (1631) had zij haar calvinistische neef ontmoet, Frederik Maurits uit het huis La Tour d'Auvergne. Beiden waren verliefd en onderhielden jaren briefwisseling (1631-1634). Beide families verzetten zich tegen het huwelijk. In 1634 trouwde het koppel, vrij eenzaam, op het kasteel van Boxmeer.

### Sedan
Met dit huwelijk werd Eleonora hertogin-gemalin van Bouillon en prinses-gemalin van het soevereine vorstendom Sedan, gelegen aan de Maas. Dit laatste vorstendom was een thuishaven voor calvinisten, hugenoten en andere malcontenten van het regime van kardinaal de Richelieu. 
De ontvangst van het jonge paar in de stad Sedan was uitbundig. Straten waren versierd en kinderen zongen liederen voor het paar. Frederik Maurits was vaak afwezig in Sedan. Hij vocht als Staats militair in Breda en was stadhouder in Maastricht. Eleonora overtuigde haar man zich te bekeren tot het katholicisme. Hierna verbraken de familierelaties met Nassau in de Verenigde Provincies; bovendien moest Frederik Maurits ander werk zoeken. Frederik Maurits was, vanaf 1637, in dienst in het Franse leger, als generaal van de cavalerie. Hij won in de Slag bij La Marfée tegen kardinaal Richelieu (1641) maar capituleerde voor de kardinaal. De troepen van de kardinaal belegerden immers de stad Sedan en Frederik Maurits zwoer opnieuw trouw aan Frankrijk en zijn vorst Lodewijk XIII. De kardinaal stuurde hem naar Italië om er te vechten voor de Franse Kroon. Agenten van de kardinaal arresteerden Frederik Maurits in Italië (1642) en sloten hem op in Lyon (1642-1644). De man van Eleonora werd beschuldigd van samenzwering via de vriendenkring van markies van Cinq-Mars met Spaanse spionnen. Kardinaal Richelieu bereidde de onthoofding van Frederik Maurits voor.
De zieke moeder van Frederik Maurits, Elisabeth van Nassau, schreef een smeekbrief naar de kardinaal om het leven van haar zoon te sparen. De kardinaal weigerde. Kort nadien, in 1642, stierf zij. Eleonora nam het heft in handen. Zij bestuurde als katholieke prinses het calvinistische vorstendom Sedan. Eleonora richtte zich rechtstreeks tot koning Lodewijk XIII van Frankrijk om haar man vrij te krijgen. Zij dreigde ermee troepen uit de Spaanse Nederlanden te laten marcheren in Sedan indien haar man geëxecuteerd zou worden. Spaanse regimenten van Francisco de Melo, landvoogd der Spaanse Nederlanden, troepten reeds samen in Mariembourg. De intocht van Spaanse troepen in Sedan, aan de Maas, zou een erg schadelijke positie betekenen voor Frankrijk in de lopende Dertigjarige Oorlog. Vervolgens spaarden koning Lodewijk XIII en kardinaal de Richelieu het leven van haar man, op voorwaarde dat Eleonora het prinsdom Sedan aan Frankrijk zou schenken. De liefde voor haar man gaf de doorslag en Eleonora ging akkoord met de deal. Frederik Maurits kwam vrij (1644). Zij verliet onmiddellijk Sedan als laatste vorstin van Sedan, maar bleef nog wel hertogin van Bouillon. Haar naam aan het Franse hof was overigens Eléonore de Bouillon.

### Turenne
In de jaren 1644-1648 verbleef Eleonora in Auvergne, in het stamland van de dynastie van haar man. Haar man vocht toen in pauselijke dienst. In het stadje Turenne richtte zij een kapel voor kapucijnen op. Deze monniken gaven onderricht aan protestanten in de katholieke geloofsleer.

### Parijs
Vanaf 1648 verbleven Eleonora en haar man in hun residentie in Parijs. Ze leidden er een politiek actief leven als opstandelingen tegen de nieuwe machthebbers in Parijs: regentes Anna, de minderjarige Zonnekoning en de machtige kardinaal Mazarin. Ze sloten zich aan bij de edelen in de opstand La Fronde. Vooral Eleonara was erg actief in de Parijse salons. Kardinaal Mazarin liet haar arresteren op een moment dat haar man in Zuid-Frankrijk reisde (1650). Eleonora werd in de gevangenis van de Bastille gesmeten. Zij was er gevangen van 1650-1651. De hofdame Anna Gonzaga, echtgenote van Eduard van de Palts, regelde een verzoening tussen de Franse Kroon en het koppel uit Bouillon. Eleonora kon de Bastille verlaten. Het koppel verliet hiermee La Fronde. Het koppel ondertekende een akte waarbij het prinsdom Sedan formeel werd overgedragen aan de Franse Kroon (1651). Frederik Maurits kreeg de adellijke titels van hertog van Albret en Château-Thierry, graaf van Auvergne en Évreux en baron van La Tour. Hij werd bovendien pair van Frankrijk. 
Eleonora trok zich in 1651 terug uit de Franse politiek en legde zich hierna toe op de zorg voor haar kinderen. Haar man stierf in 1652. Zijzelf stierf in 1657 in haar residentie in Parijs, omringd door haar kinderen.

## Nakomelingen
Het koppel Eleonora en Frederik Maurits had tien kinderen:
- Elisabeth (1635-1680), gehuwd op 20 mei 1656 met Karel III van Elbeuf
- Louise-Charlotte (1638-1683), gekend als madame de Bouillon
- Amélie (geboren in 1640), in het klooster getreden
- Godfried Maurits de la Tour d'Auvergne, opvolger als hertog van Bouillon
- Frederik Maurits II de La Tour d'Auvergne, constabel van Auvergne, gehuwd in 1662 met Henriëtte Francisca, markiezin van Bergen op Zoom
- Emmanuel-Théodosius de La Tour d'Auvergne, gekend als kardinaal de Bouillon (1644-1715)
- Hippolyte (geboren op 11 februari 1645), in het klooster getreden
- Constantijn Ignace (1646-1670), chevalier de Bouillon, ridder bij de Maltezer Orde
- Hendrik Ignace (1650-1675), chevalier de Bouillon, ridder bij de Maltezer Orde
- Mauricette Fébronie (1652-1706), gehuwd in 1668 met Maximiliaan hertog van Beieren-Leuchtenberg.